# エブ★ラジ 夜の連続スマホ小説
『エブ★ラジ 夜の連続スマホ小説』（エブ・ラジ よるのれんぞくスマホしょうせつ）は、2014年10月5日より2015年3月29日までTBSラジオで日曜23:30-24:00（月曜0:00）に放送されたラジオドラマの番組である。
スマートフォンからの投稿型小説サイト「E★エブリスタ」の協賛番組で、同サイトに投稿された作品を毎月1点取り上げて、4-5回の連続ラジオドラマとして紹介し、またこの作品を投稿した作者や、演者である声優らのインタビューを行う。

## 出演
- ナビゲーター　安東弘樹

## 放送作品
| 放送日             | タイトル                        | 作者       | 主な出演者           |
| 2014年             | 2014年                          | 2014年     | 2014年               |
| ------------------ | ------------------------------- | ---------- | -------------------- |
| 10月12日 - 11月2日 | 放送禁止。                      | 櫻川さなぎ | 花澤香菜、蒼井翔太   |
| 11月9日 - 30日     | 黒しろ恋模様                    | 朱里コウ   | 樫本琳花、間島淳司   |
| 12月7日 - 28日     | 悪魔のコーヒー天使の角砂糖      | イアム     | 森川智之、小清水亜美 |
| 2015年             |                                 |            |                      |
| 1月4日 - 25日      | 俺が守ってやるよ。              | みらい     | 矢島舞美、佐野岳     |
| 2月1日 - 22日      | ラブダイエット                  | Rise       | ゆかな、吉野裕行     |
| 3月1日 - 22日      | Week End Survivor〜粛清ゲーム〜 | 汐野葉     | 広瀬彩海、須藤茉麻   |